# Tibetaans parlement in ballingschap

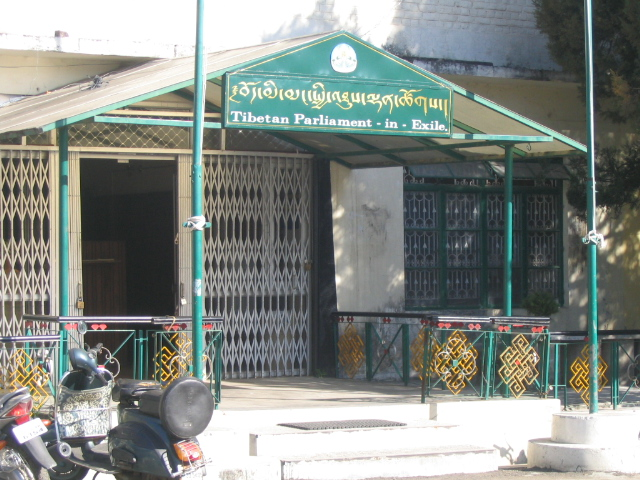

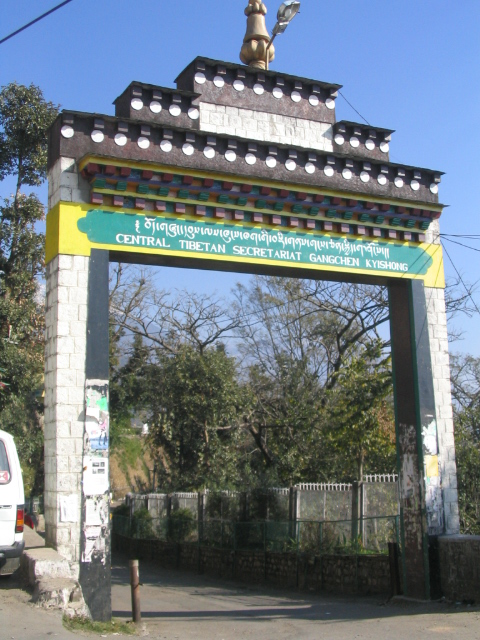

Het Tibetaanse parlement in ballingschap, officieel het Parlement van de Centraal-Tibetaanse Regering is het unicameraal (zowel parlement en de senaat) wetgevende orgaan van de Tibetaanse regering in ballingschap. Het werd opgericht in 1960 en werd in 2006 gekozen voor een nieuw 5-jaarlijkse termijn tot 2011.
Het parlement bestaat uit tussen 43 en 46 leden, waaronder Tibetanen uit Europa, Amerika, twee leden uit elk van de drie traditionele provincies van Tibet (Amdo, Kham en U-Tsang), twee leden uit elk van de vier scholen van het Tibetaans boeddhisme en de traditionele bön en een tot drie leden die door dalai lama (sinds eind jaren 30 Tenzin Gyatso) worden aangewezen met een verschillende achtergrond in cultuur, wetenschap en literatuur.
Lidmaatschap van het parlement is toegestaan voor Tibetanen die minimaal 25 jaar oud zijn en de minimale kiesleeftijd is 18 jaar. Het parlement komt tweemaal per jaar bijeen. Een vaste commissie van twaalf leden vervangt het parlement wanneer het geen zitting heeft en bestaat uit twee leden van elke provincie, een lid per religieuze afkomst en een lid dat wordt aangewezen door de dalai lama.
Om in contact te blijven met verbannen Tibetanen, zijn er lokale parlementen ingesteld in elke Tibetaanse gemeenschap met meer dan 160 personen. Deze parlementen zijn in samenstelling exact gelijk aan het Tibetaanse parlement.

## Lijst van leden
Een oud-voorzitter van het parlement is Lodi Gyari, die in de jaren 00 gezant van de dalai lama en leider van de Tibetaanse delegatie was tijdens de gesprekken over Tibet met de Chinese regering.
| Nummer en positie  | Lid                      | Achtergrond     |
| ------------------ | ------------------------ | --------------- |
| 1 Voorzitter       | Karma Chophel            | U-Tsang         |
| 2 (Deputy Speaker) | Dölma Gyari              | Do-toe          |
| 3                  | Sonam Tenphel            | nyingmatraditie |
| 4                  | Bhutuk Gyari             | ""              |
| 5                  | Karma Sherab Tharchin    | kagyütraditie   |
| 6                  | Sonam Damdul             | ""              |
| 7                  | Pema Jungney             | sakyatraditie   |
| 8                  | Tseringpo                | "               |
| 9                  | Geshe Thubten Phelgye    | gelugtraditie   |
| 10                 | Beri Jigme Wangyal       | "               |
| 11                 | Geshe Monlam Tharchin    | bön traditie    |
| 12                 | Geshe Yungdung Gyaltsen  | "               |
| 13                 | Tsetan Norbu             | U-Tsang         |
| 14                 | Dolma Tsering            | "               |
| 15                 | Ngawang Lhamo            | "               |
| 16                 | Karma Yeshi              | "               |
| 17                 | Dawa Tsering             | "               |
| 18                 | Gyalnor Tsewang          | "               |
| 19                 | Yeshi Phuntsok           | "               |
| 20                 | Tsering Dolma            | "               |
| 21                 | Dawa Phunkyi             | "               |
| 22                 | Juchen Kunchok           | Do-Toe          |
| 23                 | Serta Tsultrim           | "               |
| 24                 | Tulku Orgyen Tobgyal     | "               |
| 25                 | Sonam Topgyal            | "               |
| 26                 | Dewatsang Dorjee Wangdue | "               |
| 27                 | Youdon Ukartsang         | "               |
| 28                 | Chökyong Wangchuk        | "               |
| 29                 | Kelsang Gyaltsen         | "               |
| 30                 | Tsultrim Tenzin          | "               |
| 31                 | Penpa Tsering            | Do-Mey          |
| 32                 | Gyalrong Dawa Tsering    | "               |
| 33                 | Chabdak Lhamo Kyab       | "               |
| 34                 | Tenzin Khedup            | "               |
| 35                 | Tenzin Gonpo             | "               |
| 36                 | Kirti Dolkar Lhamo       | "               |
| 37                 | Phegye Dolma Tsomo       | "               |
| 38                 | Tsering Youdon           | "               |
| 39                 | Serta Tsultrim Woeser    | "               |
| 40                 | Yeshi Dolma              | "               |
| 41                 | Sonam Tsering Frasi      | Europa          |
| 42                 | Monkhar Sonam Phuntsok   | "               |
| 43                 | Tenzin Choedhen          | Amerika         |